# Јоковић
Јоковић је српскохрватско презиме, које носе и етнички Срби и Хрвати. То је патроним, изведен од Јоко, што је само по себи деминутив мушког имена Јокан. Значајне особе са презименом су:
- Маро Јоковић (1987), хрватски ватерполиста
- Мирјана Јоковић (1967), српска глумица
- Ноцко Јоковић (1973), дански фудбалер
- Владимир Јоковић (1967), црногорски спортски функционер
- Ана Јоковић (1979), бивша српска кошаркашица